# معدن أرضي نادر

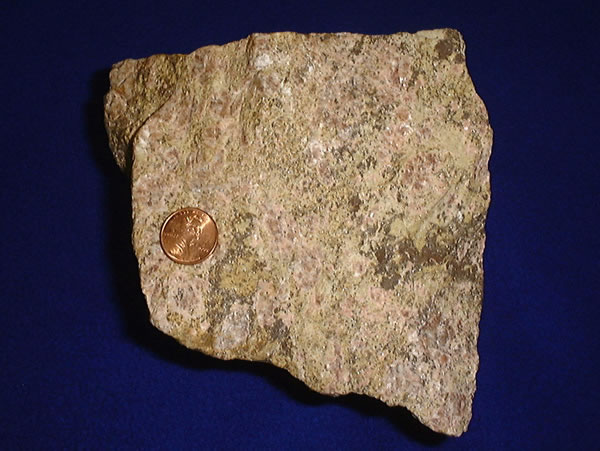
مثال على معدن مستخرج من القشرة الأرضية بكميات قليلة لندرة توافره.

المعادن الأرضية النادرة هي معادن موجودة طبيعياً في القشرة الأرضية وتتميز بأنها محتواها من العناصر الأرضية النادرة مرتفع نسبياً، بحيث تشكل المكونات الرئيسية فيها. لذلك تتميز بأهميتها، لدخولها مواد أولية في تصنيع العديد من منتجات الحياة اليومية.
غالباً ما توجد هذه المعادن في تركيب الصخور النارية.